# لگینگ (لهستان)
لگینگ (به لاتین: Lgiń) یک روستا در لهستان است که در گمینا وسخووا واقع شده‌است. لگینگ ۴۸۰ نفر جمعیت دارد.